# 李泰 (成化進士)
李泰，字叔通，江西建昌府新城縣人，民籍，明朝政治人物。進士出身。

## 生平
早年出身國子生，江西鄉試第九十三名。成化十四年（1478年）戊戌科會試第二百二十三名，殿試登進士第二甲第六十九名。

## 家族
曾祖父李子充。祖父李維亮。父亲李孟敷。